# María Garralón
María Ángeles Garralón Pérez de Mendiguren (Madrid, 24 de marzo de 1953) es una actriz española.

## Biografía
Actriz especialmente popular por sus apariciones en televisión. Sus personajes más recordados son el de Julia, la joven pintora solitaria de la serie de TVE Verano azul. María de la Encarnación en Farmacia de Guardia y la inolvidable Rocío en la serie Compañeros. No obstante, ya con anterioridad había trabajado con Antonio Mercero, el director de Verano Azul, en Los pajaritos (1974), con José Orjas y Julia Caba Alba y Este señor de negro (1975-1976), con José Luis López Vázquez, pero su popularidad llegó al protagonizar Verano azul (1980-1981), con su inolvidable personaje Julia, una pintora que perdió a su marido y su hija en un accidente y que al conocer a una pandilla de muchachos que veraneaban en Nerja y la amistad con Chanquete, le devolvieron la alegría, su dulzura y se ganó el cariño de toda la pandilla.
Con posterioridad intervino en la antología de la revista de Fernando García de la Vega para TVE La Comedia Musical Española; en la serie Farmacia de guardia (1991-1995) dando vida a la agente de policía municipal María de la Encarnación, compañera del  Sargento Romerales (Cesáreo Estebánez) y que puso de moda la muletilla Para dentro Romerales; Menudo es mi padre (1996-1998), con El Fary y finalmente en Compañeros (1998-2002), donde interpretaba a Rocío, madre de Valle (Eva Santolaria).
Su carrera cinematográfica ha sido menos extensa, pudiendo mencionarse entre las películas en las que ha intervenido Soldadito español (1988), de Antonio Giménez-Rico, El chocolate del loro (2004), de Ernesto Martín y La Espina de Dios (2015), de Óscar Parra de Carrizosa.
En teatro, ha interpretado entre otras las obras Enseñar a un sinvergüenza (1975-1978), con José Rubio (1975-1978), El galán fantasma (1981), de Calderón de la Barca, Los ladrones somos gente honrada (1985), Los caciques (1987), El señor de las patrañas (1990) de Jaime Salom, La bella Dorotea (2005) junto con Victoria Vera, La venganza de la Petra (2006) con Silvia Gambino, bajo la dirección de José Luis Moreno, La familia del chivo Froilán (2007-2008), Trampa mortal (2010), Las de Caín (2011), El hotelito (2013) y Las suplicantes (2021) e Ifigenia (2024).
En diciembre de 2024,  Nerja la homenajeó poniendo su nombre a una calle del municipio, por su "destacada trayectoria artística y su incuestionable contribución a la promoción turística de Nerja a través de Verano azul". 

## Televisión
| Año         | Serie                                  | Personaje/Capítulo      | Canal                  | Episodios     |
| ----------- | -------------------------------------- | ----------------------- | ---------------------- | ------------- |
| 1974        | Los pajaritos                          |                         | La 1                   | Corto         |
| 1974        | Don Juan                               |                         | La 1                   | Corto         |
| 1976        | Este señor de negro                    | Encarnita               | La 1                   | 13 episodios  |
| 1976        | Los libros                             |                         | La 1                   | 1 episodio    |
| 1979        | Estudio 1                              | Casilda                 | La 1                   | 1 episodio    |
| 1981-1982   | Verano azul                            | Julia                   | La 1                   | 19 episodios  |
| 1983        | La comedia                             |                         | La 1                   | 1 episodio    |
| 1984        | Escrito para TV                        | Carmen                  | La 1                   | 1 episodio    |
| 1985        | La comedia musical española            | Chelo / Fanny / Fermina | La 1                   | 3 episodios   |
| 1985        | Página de sucesos                      | Carmen                  | La 1                   | 1 episodio    |
| 1986        | Turno de oficio                        | María                   | La 2                   | 1 episodio    |
| 1991-1995   | Farmacia de guardia                    | María de la Encarnación | Antena 3               | 85 episodios  |
| 1992        | Crónicas Urbanas                       |                         | La 2                   | 1 episodio    |
| 1996-1998   | Menudo es mi padre                     | Rosi                    | Antena 3               | 44 episodios  |
| 1998-2002   | Compañeros                             | Rocío Fuentes           | Antena 3               | 121 episodios |
| 2006        | El comisario                           | Elvira Bravo            | Telecinco              | 1 episodio    |
| 2006        | Aquí no hay quien viva                 | Marga                   | Antena 3               | 1 episodio    |
| 2007        | Hermanos y detectives                  | Madre                   | Telecinco              | 1 episodio    |
| 2008        | Dos de mayo: La libertad de una nación | Doña Catalina           | FORTA                  | 22 episodios  |
| 2014        | Ciega a citas                          | Abuela de Lucía         | Cuatro                 | 2 episodios   |
| 2017        | El incidente                           | Esther                  | Antena 3               | 5 episodios   |
| 2017        | Las chicas del cable                   | Abuela de Marga         | Netflix                | 6 episodios   |
| 2019        | Señoras del (h)AMPA:                   | Carmen González López   | Telecinco              | 1 episodio    |
| 2021        | Estoy vivo                             | Anciana atracadora      | La 1                   | 3 episodios   |
| 2022        | Servir y proteger                      | Adriana                 | La 1                   | 6 episodios   |
| 2023 - 2024 | Amar es para siempre                   | Marisa Vidal            | Antena 3               | 60 episodios  |
| 2024        | Una vida menos en Canarias             | Josefina                | Atresplayer y Antena 3 | 5 episodios   |

## Cine
| Película                            | Director                 | Año  |
| ----------------------------------- | ------------------------ | ---- |
| Manchas de sangre en un coche nuevo | Antonio Mercero          | 1975 |
| Soldadito español                   | Antonio Giménez-Rico     | 1988 |
| No te fallaré                       | Manuel Ríos San Martín   | 2001 |
| Perro                               | Manuel Freijóo           | 2003 |
| El chocolate del loro               | Ernesto Martín           | 2004 |
| Náufragos                           | Christian Martín         | 2005 |
| Freedomless                         | Xoel Pamos & Mike Jacoby | 2007 |
| Abrázame                            | Óscar Parra de Carrizosa | 2011 |
| La venta del paraíso                | Emilio Ruiz Barrachina   | 2012 |
| Los años dirán                      | Andrea Jaurrieta         | 2012 |
| La espina de Dios                   | Óscar Parra de Carrizosa | 2014 |

## Teatro
| Obra                             | Autor                     | Año  |
| -------------------------------- | ------------------------- | ---- |
| Abelardo y Eloisa                | Arthur Miller             | 1972 |
| Enseñar a un sinvergüenza        | José Rubio                | 1975 |
| El galán fantasma                | Calderón de la Barca      | 1981 |
| Los ladrones somos gente honrada | Enrique Jardiel Poncela   | 1985 |
| Los caciques                     | Carlos Arniches           | 1987 |
| El señor de las patrañas         | Jaime Salom               | 1990 |
| La bella Dorotea                 | Miguel Mihura             | 2005 |
| La venganza de la Petra          | Carlos Arniches           | 2006 |
| La familia del chivo Froilán     |                           | 2007 |
| Trampa mortal                    | Ira Levin                 | 2010 |
| Las de Caín                      | Hermanos Álvarez Quintero | 2011 |
| Las chicas del calendario        | Tim Firth                 | 2013 |
| El hotelito                      | Antonio Gala              | 2013 |
| La pechuga de la sardina         | Lauro Olmo                | 2015 |
| Hablame                          | Fulgencio M. Lax          | 2019 |
| Las suplicantes                  | Eva Romero Borrallo       | 2021 |
| Ifigenia                         | Eva Romero Borrallo       | 2024 |